# سيسبان لبدي
سيسبان لبدي (الاسم العلمي:Sesbania tomentosa) هو نوع من النباتات يتبع جنس السيسبان من الفصيلة البقولية.